# Pharaphodius marginellus
Pharaphodius marginellus är en skalbaggsart som beskrevs av Fabricius 1781. Pharaphodius marginellus ingår i släktet Pharaphodius och familjen Aphodiidae. Inga underarter finns listade i Catalogue of Life.